# Eclipse solar de 29 de abril de 2014

Esquema animado mostrando as áreas atingidas pelo eclipse

O eclipse solar de 29 de abril de 2014 foi um eclipse anular e foi visível da Antártida e da Austrália. Foi o eclipse número 21 na série Saros 148 e teve magnitude 0,9868.